# Federação Internacional das Organizações de Arte Rupestre
A Federação Internacional de Organizações de Arte Rupestre (IFRAO) é um órgão de coordenação de 60 organizações dedicadas à arte rupestre pré-histórica.

## História
A IFRAO foi formada em Darwin, Austrália, em 3 de setembro de 1988, durante a primeira grande conferência académica internacional dedicada inteiramente ao estudo da arte rupestre pré-histórica. Nove organizações de arte rupestre formaram esta federação internacional de organismos nacionais ou regionais independentes. Na reunião de fundação, foi decidido que a IFRAO deveria ser um fórum comum e iniciador de políticas, projetando ou representando os interesses comuns das organizações membros sem interferir na sua autonomia. Funcionaria como um órgão consultivo democrático no qual cada organização membro teria um voto, exercido por um representante oficial. As reuniões internacionais seriam realizadas nomeando conferências de arte rupestre adequadas como congressos oficiais da IFRAO em intervalos regulares.
Nos doze anos seguintes, o número de membros afiliados quadruplicou para quase 40, e os atuais 60 membros da IFRAO cobrem a maior parte do mundo. Os membros combinados dessas organizações incluem cerca de 9000 especialistas em arte rupestre, o que representa praticamente todos esses especialistas no mundo.
Até ao final da década de 1980, investigadores individuais de arte rupestre, bem como organizações de arte rupestre em todo o mundo, operavam em grande parte sem terem conhecimento do trabalho realizado noutras partes do mundo — por vezes até no seu próprio país ou região de atividade. Como resultado, a disciplina experimentou uma grande diversidade de abordagens e terminologias de pesquisa, refletidas em uma infinidade de construções, sequências, cronologias, nomes e definições idiossincráticas. Portanto, uma das principais preocupações iniciais da IFRAO foi a padronização dos aspetos da disciplina que são essenciais para uma comunicação e colaboração eficazes: metodologia, terminologia, ética e os padrões técnicos utilizados na análise e registo. Esses assuntos foram abordados por meio de ampla consulta a especialistas e, quando apropriado, de deliberações de subcomités nomeados.

## Membros
- American Committee to Advance the Study of Petroglyphs and Pictographs[4]
- American Rock Art Research Association[5]
- American Centre of Prehistoric Art Study[4]
- Anisa, Verein für Alpine Forschung[6]
- Archivo Nacional de Arte Rupestre – Venezuela[4]
- Armenian Centre of Prehistoric Art Study[4]
- Asociación Arqueológica Viguesa[7]
- Asociación Cultural ‘Colectivo Barbaón'[8]
- Asociación Cultural ‘Instituto de Estudios Prehistóricos (ACINEP)[4]
- Asociación Mexicana de Arte Rupestre, A.C. (AMARAC)[4]
- Amics Valltorta Gassulla[4]
- Asociación de Estudios del Arte Rupestre de Cochabamba[4]
- Association Isturitz & Oxocelhaya – Arts & Sciences[9]
- Asociación Peruana de Arte Rupestre[10]
- Associação Brasileira de Arte Rupestre[11]
- Associação Portuguesa de Investigação Arqueológica[12]
- Association des Amis de l’Art Rupestre Saharien[13]
- Association de Sauvegarde, d’Etude et de Recherche pour le patrimoine naturel et culturel du Centre-Var[14]
- Association Marocaine de l’Art Rupestre[4]
- Association pour le Rayonnement de l’Art Rupestre Européen[4]
- Australian Rock Art Research Association[4]
- Bangudae Forum[15]
- Cave Art Research Association[16]
- Centro Camuno di Studi Preistorici[17]
- Centro de Investigación de Arte Rupestre del Uruguay[18]
- Centro Regional de Arte Rupestre, Múrcia[19]
- Centro Europeu de Investigação da Pré-História do Alto Ribatejo[20]
- Centro Studi e Museo d’Arte Preistorica[21]
- China Rock Art Academy[4]
- Comité de Investigación del Arte Rupestre de la Sociedad Argentina de Antropologia[22]
- Deutsche Gesellschaft für Petroikonologie e. V.[23]
- East African Rock Art Research Association[24]
- Eastern States Rock Art Research Association[25]
- Finnish Society for Prehistoric Art[26]
- Grupo de Investigación de Arte Rupestre Indigena[27]
- Hellenic Rock Art Centre[28]
- Horn Heritage Organisation[29]
- Indonesian Association of Rock Art[4]
- Instituto de Investigación de Arqueología y Antropología ‘Kuelap’[4]
- Institutum Canarium[30]
- Japan Petrograph Society[31]
- Mid-America Geographic Foundation, Inc.[32]
- Moscow Centre of Rock Art and Bioindication Research[4]
- National Museums and Monuments of Zimbabwe[33]
- Negev Rock Art Center[4]
- Nevada Rock Art Foundation[34]
- North China Rock Art Research Institute
- Northern Cape Rock Art Trust[4]
- Prehistory Society of Zimbabwe[35]
- Rock Art Association of Manitoba[4]
- Rock Art Centre of Juci Mountain[4]
- Rock Art Research Association of China[4]
- Rock Art Society of India[36]
- Siberian Association of Prehistoric Art Researches[37]
- Sociedad de Investigación del Arte Rupestre de Bolivia[38]
- Società Cooperativa Archeologica Le Orme dell’Uomo[39]
- Societé Préhistorique Ariège-Pyrénées[40]
- Tadjik Centre for the Study of Petroglyphs[4]
- Trust for African Rock Art[41]
- Upper Midwest Rock Art Research Association[4]